# فردریک استنلی مود
فردریک استنلی مود (انگلیسی: Stanley Maude؛ ۲۵ ژوئن ۱۸۶۴ – ۱۸ نوامبر ۱۹۱۷ (aged 53)) فرد نظامی اهل پادشاهی متحد بریتانیای کبیر و ایرلند بود. وی همچنین برندهٔ جوایزی همچون نشان حمام شده‌است.